# فرق زاير (جفال)
فرق زاير (بالفارسية: فرغ زایر) هي منطقة سكنية تقع في إيران في قسم جفال الريفي. يقدر عدد سكانها بـ 657 نسمة بحسب إحصاء 2016.